# Lorditomaeus ellenbergeri
Lorditomaeus ellenbergeri är en skalbaggsart som beskrevs av Renaud Maurice Adrien Paulian 1942. Lorditomaeus ellenbergeri ingår i släktet Lorditomaeus och familjen Aphodiidae. Inga underarter finns listade i Catalogue of Life.